# Moldávia
A Moldávia (em romeno: Moldova), protocolarmente, República da Moldávia (em romeno: Republica Moldova; pronunciado: [reˈpublika molˈdova] (escutarⓘ)), é um país sem costa marítima da Europa Oriental, que faz fronteira com a Ucrânia e com a Romênia. Sua capital e maior cidade é Quixinau, (em romeno, Chișinău).
Em 1991, durante o processo de dissolução da URSS, a então República Socialista Soviética da Moldávia declarou independência da União Soviética.
Apenas uma região que pertencia à extinta República Socialista Soviética da Moldávia, recusou-se a integrar a nova "República da Moldávia": a região conhecida como Transnístria (uma pequena faixa territorial situada a leste do rio Dniestre) preferiu declarar sua própria independência, e de fato governa-se autonomamente desde a década de 1990, embora seja atualmente reconhecida por todos os países membros da ONU como parte integrante da Moldávia.
Desde o colapso da União Soviética, o peso relativo do setor dos serviços na economia da Moldávia cresceu e começou a dominar o seu Produto Interno Bruto (hoje cerca de 62,5%) como resultado de um decréscimo do peso da sua indústria e agricultura. Contudo, o país ainda é o mais pobre da Europa e o país da região com o menor Índice de Desenvolvimento Humano (IDH).
A Moldávia é uma república parlamentar com um presidente como chefe de Estado e um primeiro-ministro como chefe de governo. O país é membro das Nações Unidas, do Conselho da Europa, da Organização Mundial do Comércio (OMC), da Organização para a Segurança e Cooperação na Europa (OSCE), do GUAM — Organização para a Democracia e o Desenvolvimento Económico, da Comunidade dos Estados Independentes (CEI), da Organização de Cooperação Económica do Mar Negro (OCEMN), entre outras organizações internacionais. O país tenciona tornar-se membro da União Europeia, e já implementou o primeiro Plano de Ação trianual, no contexto da Política de Vizinhança Europeia (PEV).

## Etimologia
O nome atual do país é de origem eslava e deriva do rio Moldávia, cujo vale é considerado o epicentro da fundação do Principado da Moldávia em 1359. Segundo uma lenda registrada pelo cronista Grigore Ureche, o voivoda Dragoș de Bedeu o nomeou dessa forma depois que seu cão Molda se afogou no rio enquanto tentavam caçar um auroque selvagem.  Quanto à origem etimológica, a teoria mais difundida é que deriva da palavra molde e da adição do sufixo -ov(a), comum nas línguas eslavas.
A República da Moldávia ocupa uma parte da região da Bessarábia, que por sua vez fazia parte do território histórico da Moldávia. Esta área foi assim chamada até sua anexação pela União Soviética em 1940.

## História

### Pré-história
A pré-história da Moldávia cobre o período do Paleolítico Superior, que começa com a presença do Homo sapiens na área do sudeste da Europa há cerca de 44 000 anos, estendendo-se até o aparecimento dos primeiros registros escritos da Antiguidade Clássica na Grécia.
Em 2010, foram descobertas ferramentas olduvaienses datadas de 80 000 a 1,2 milhão de anos.  Durante o Neolítico da Idade da Pedra, o território da Moldávia estava no centro da grande cultura de Cucuteni que se estendia a leste, além do rio Dniester, na Ucrânia; e a oeste, até os Montes Cárpatos na Romênia. O povo desta civilização, que durou aproximadamente de 5 500 a 2 750 a.C., praticava a agricultura, criava gado, caçava e fabricava cerâmicas elaboradas.

### Antiguidade e início da Idade Média

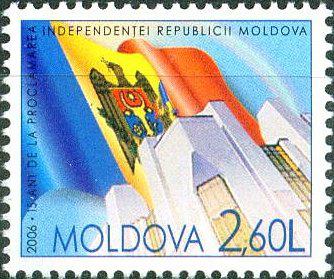
Selo moldávio de 2006 em comemoração aos 15 anos da independência do país

No século XV, o Reino da Moldávia era um importante centro regional de poder. Ocupava a Bessarábia, a Moldávia Ocidental e a Bucovina. A partir do século XVI, teve sucessivos suseranos (senhores feudais) húngaros, lituanos, romenos e turcos. Em 1812, a região foi dividida pelo Tratado de Bucareste: a Bessarábia, localizada entre os rios Prut e Dniestre, foi entregue pelo Império Turco-Otomano ao Império Russo. Em 1878, a Romênia proclamou a independência e uniu-se à Moldávia Ocidental. O Império Russo controlou a Bessarábia até a Primeira Guerra Mundial. Em 1918, a Bessarábia uniu-se à Roménia.
Durante o domínio russo, uma forte política de russificação foi implementada, com a substituição do alfabeto latino pelo cirílico, a deportação da população local e sua substituição por nacionais russos.
A Primeira Guerra Mundial trouxe mais consciência política e cultural à população, já que cerca de 300 000 bessarábicos foram enviados ao recém-formado exército russo em 1917 e grandes unidades de soldados moldavos foram formadas. Acompanhando a Revolução Russa em 1917, um parlamento bessarábico, Sfatul Ţării (outubro-novembro 1917), inaugurado no dia 3 de dezembro daquele ano, proclamou a República Democrática da Moldávia, ainda como parte do Federação Russa, e formou seu governo em 21 de dezembro. A Bessarábia proclamou sua independência da Rússia em fevereiro de 1918, e, sob proteção do exército romeno, que havia entrado na região em janeiro a pedido das autoridades locais para impor a ordem (as tropas russas ainda presentes no território mas em retirada desorganizada iniciaram uma série de ataques, assaltos e violações). O Sfatul Ţării decidiu (86 votos a favor, 3 contra e 36 abstenções) unir-se ao Reino da Romênia. Essa união foi logo reconhecida pelo Tratado de Paris (1920), mas a Rússia soviética não reconheceu o domínio romeno sobre a Bessarábia, em razão de antigas reivindicações sobre essa região. No Tratado de Kellogg-Briand de 1928 e no Tratado de Londres de julho de 1933, a União Soviética e a Romênia acordaram o princípio da não violência para tratar de suas disputas territoriais.
Numa tentativa de afastar a influência russa, as autoridades romenas permitiram que a língua de formação e educação fosse escolhida pelos moldavos. A longo prazo, seu objetivo era substituir pelo idioma romeno a língua imposta pelos russos.
Em 1939, às vésperas da Segunda Guerra Mundial, URSS e Alemanha assinam o Pacto Molotov-Ribbentrop no qual, secretamente, inseria-se a intenção russa de anexar diversos territórios, dentre os quais a Bessarábia, que já havia estado sob seu domínio. Após o encerramento do conflito, Moscou garantiu sua soberania sobre a Bessarábia, que, somada a um ínfimo pedaço do território ucraniano, a Transnístria, deu origem à República Socialista Soviética da Moldávia.

### Independência
A República Socialista Soviética da Moldávia declarou independência em 1991 como República da Moldávia. O primeiro presidente da nova república, Mircea Snegur, usou expressões que ligavam o país à Romênia, mas ainda se opunha à reunificação imediata com a Romênia. A Frente do Povo Moldavo, partido do então presidente, se desintegrou por causa da questão, sendo que Mircea Snegur concorreu como candidato independente nas eleições de outubro de 1991 e venceu. O entusiasmo pela adesão desapareceu rapidamente - de acordo com algumas pesquisas, 70% se opunham à unificação em 1992 - e a Moldávia começou a se distanciar da Romênia. Os separatistas na região da Transnístria declararam-se um estado separado em 1990, e as forças russas apoiaram a independência da região. Em 1992, um cessar-fogo foi assinado. A nova constituição, adotada em 1994, definiu o moldavo como a língua oficial do país, ao invés do romeno.
A insatisfação com o estado do país levou à esmagadora vitória eleitoral do Partido dos Comunistas em 2001, o qual conquistou 71 cadeiras de 101, e o comunista Vladimir Voronin tornou-se presidente. Voronin aumentou os fundos para a seguridade social e continuou o programa de privatização de Lucinsch. Durante o período Voronin, o distanciamento político do país com a Romênia se acentuou. Em 2003, o país se retirou de um acordo federal negociado pela Rússia com a Transnístria.
Nas eleições de abril de 2009, o Partido dos Comunistas, à época no poder, conquistou a maioria no parlamento, mas não a maioria qualificada necessária para nomear um presidente. Os partidos perdedores lançaram uma manifestação que se transformou em violento motim e vandalismo do gabinete presidencial e do parlamento. Voronin acusou o governo romeno de incitar os motins. Quando o governo e o presidente não puderam ser nomeados, as eleições foram retomadas em julho. A Rússia e a China prometeram grandes empréstimos durante a reeleição, que foram pensados para ajudar os comunistas. No entanto, os comunistas perderam a maioria. Nas eleições de novembro de 2010, os comunistas continuaram perdendo assentos e Marian Lupu se tornou o presidente em exercício. Finalmente, em 16 de março de 2012, o parlamento conseguiu eleger Nicolae Timoft, um advogado pró-UE, como Presidente da república.

## Geografia
A maior parte do país encontra-se entre os rios Prut e Dniestre. O solo rico e o clima continental temperado (com verões quentes e invernos relativamente leves) possibilitaram o seu desenvolvimento agrícola, tornando a  Moldávia um dos maiores fornecedores de produtos agrícolas da região.

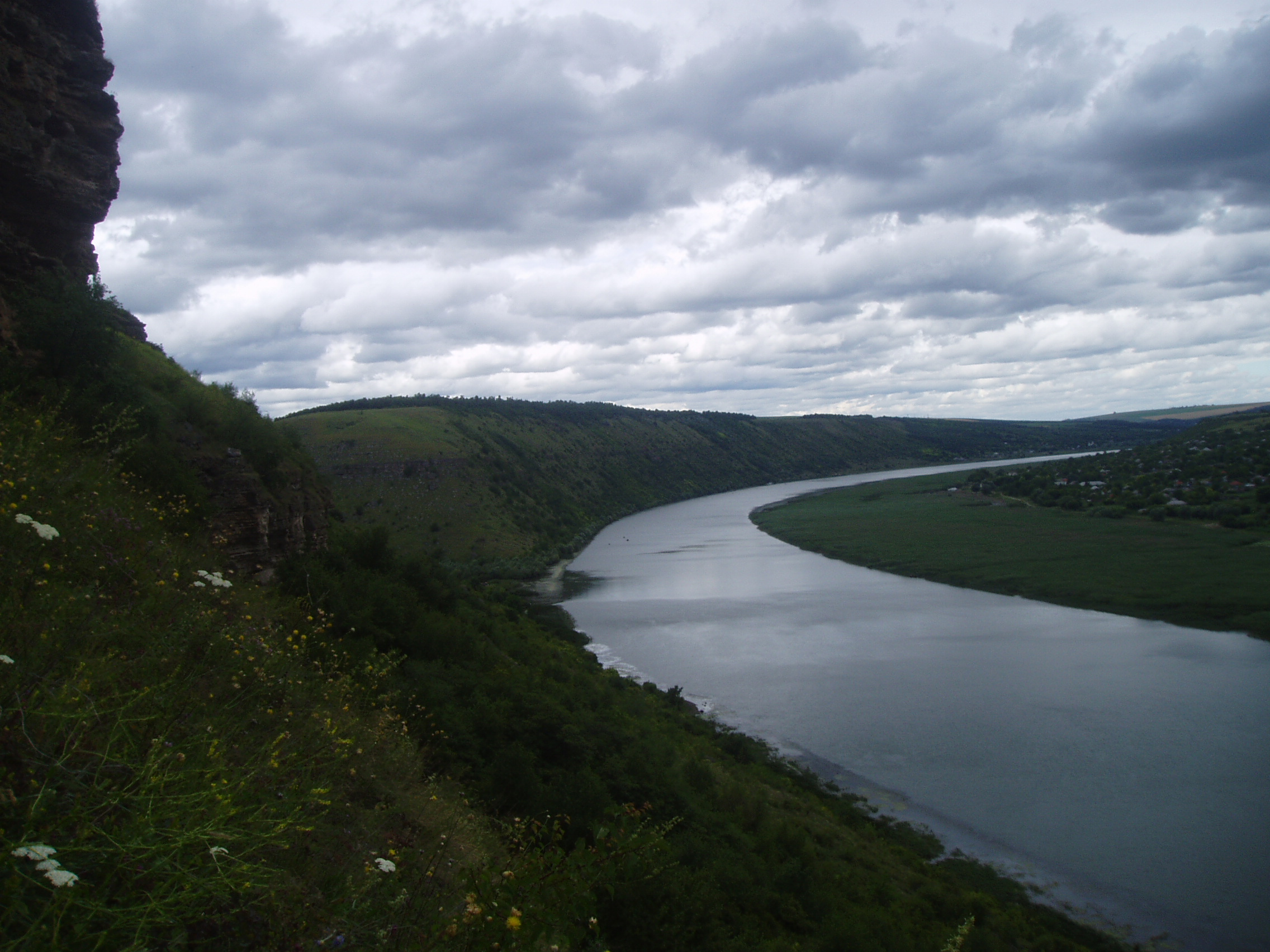
Rio Dniestre

A fronteira oeste da Moldávia é formada pelo rio Prut, que se conecta ao Danúbio antes de desembocar no mar Negro. Na parte Nordeste do país, o Dniestre é o principal rio, atravessando-o de norte a sul.
Apesar da proximidade com o mar Negro, o país não possui litoral. A parte norte e oeste da Moldávia são relativamente montanhosas, mas nunca ultrapassa 430 metros no seu ponto mais elevado, o Dealul Bălăneşti (Monte Bălăneşti), numa região de colinas no centro-oeste do país, aproximadamente 20 km da fronteira com a Romênia. As principais cidades do país são a capital Quixinau, no centro do país, Tiraspol (na Transnístria), Bălţi e Tighina.

### Clima
A Moldávia possui um clima moderadamente continental. Sua proximidade com o mar Negro leva ao clima sendo ligeiramente frio no outono e inverno e relativamente frio na primavera e no verão.
Os verões são quentes e longos, com média de temperatura em 20 °C. O inverno é relativamente leve e seco, com temperatura média de -4 °C. A precipitação anual varia de cerca de 600 milímetros no norte do país a 400 milímetros no sul, podendo variar grandemente. Longos períodos de seca não são incomuns. A maior precipitação ocorre no início do verão em outubro; quando alagações e trovoadas são comuns. Por causa do terreno irregular, as chuvas muitas vezes causam erosões e assoreamento nos rios.
A mais alta temperatura já registrada na Moldávia foi de 41,5 °C, ocorrido em 21 de julho de 2007, em Camenca. A temperatura mais baixa registrada foi de -35,5 °C, em 20 de janeiro de 1963, no município de Brătuşeni.

## Demografia

#### Etnias

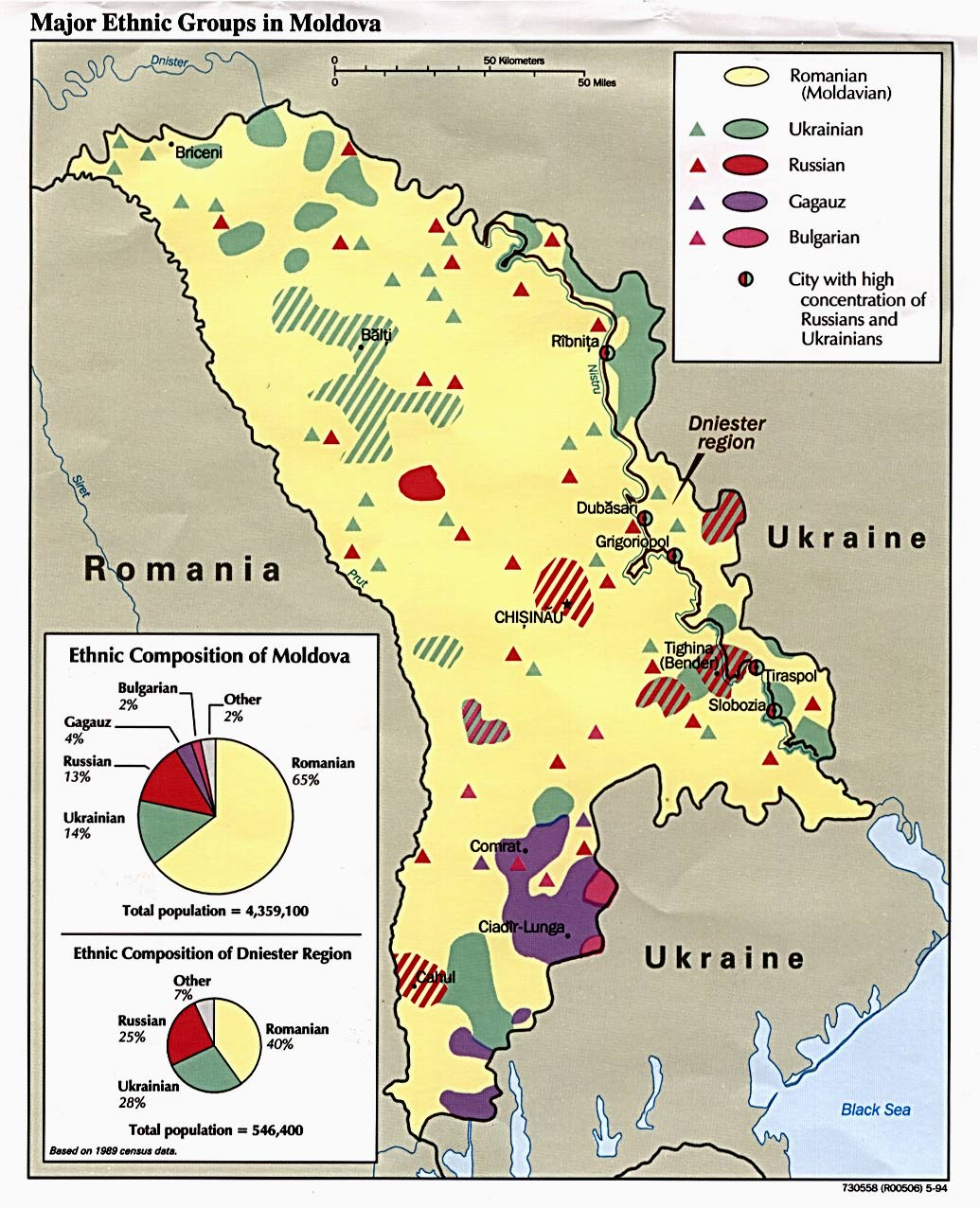
Composição étnica em 1989

A definição de grupos étnicos é um assunto muito questionado e as informações abaixo devem ser tratadas com cautela. A questão principal trata da identidade entre moldávios e romenos, e também da questão linguística (veja língua moldava). A distinção entre romenos e moldávios é marcada por intensa discussão política, com alguns argumentando se tratarem de grupos étnicos diferentes e outros, de subgrupos.
Em 1989, a Moldávia tinha uma população de 4 335 360 pessoas. Porém, dificuldades econômicas levaram a um êxodo e, em 2014, a população do país já era inferior a 3 milhões. Cerca de 75% destes (ou 2,06 milhões de pessoas) são etnicamente moldávios. Há também minorias numerosas de romenos, ucranianos, gagaúzes e russos.
Informação contida no Censo Moldávio de 2004 e no Censo da Transnístria de 2004:
| #  | Etnia      | Censo Mold. | % Mold | Censo Transnistriano | % Tran | Total     | %     |
| -- | ---------- | ----------- | ------ | -------------------- | ------ | --------- | ----- |
| 1. | Moldávios* | 2 564 849   | 75,8%  | 177 156              | 31,9%  | 2 742 005 | 69,6% |
| 2. | Ucranianos | 282 406     | 8,3%   | 159 940              | 28,8%  | 442 346   | 11,2% |
| 3. | Russos     | 201 218     | 5,9%   | 168 270              | 30,3%  | 369 488   | 9,4%  |
| 4. | Gagaúzes   | 147 500     | 4,4%   | 11 107               | 2,0%   | 158 607   | 4,0%  |
| 5. | Romenos*   | 73 276      | 2,2%   | NA                   | NA     | 73 276    | 1,9%  |
| 6. | Búlgaros   | 65 662      | 1,9%   | 11 107               | 2,0%   | 76 769    | 1,9%  |
| 7. | Outros     | 48 421      | 1,4%   | 27 767               | 5,0%   | 76 188    | 1,9%  |
| 8. | TOTAL      | 3 383 332   | 100%   | 555 347              | 100%   | 3 938 679 | 100%  |

Nota: Autoridades transnistrianas publicaram somente percentuais dos grupos étnicos; o número de pessoas foi calculado a partir desses percentuais. O número de romenos na Transnístria não foi publicado, sendo incluídos em "outros".
Outros dados estatísticos sobre a população moldava:
- Faixas etárias
  - 0-14 anos: 20,2% (homens 459 452/mulheres 442 725)
  - 15-64 anos: 69,5% (homens 1 489 813/mulheres 1 606 202)
  - 65 anos para cima: 10,3% (homens 169.038/mulheres 288 191) (2005 est.)
- Média etária
  - Total: 32,22 anos
  - Homens: 30,14 anos
  - Mulheres: 34,27 anos (2005 est.)
- Mortalidade infantil
  - Total: 40,42 mortes/1 000 nascimentos
  - Homens: 43,11 mortes/1 000 nascimentos
  - Mulheres: 37,58 mortes/1 000 nascimentos (2005 est.)
- Expectativa de vida
  - Total: 65,18 anos
  - Homens: 61,12 anos
  - Mulheres: 69,43 anos (2005 est.)

### Línguas
A língua amplamente falada no país é a mesma da vizinha Romênia, onde é conhecida como romeno. No entanto, até 2023, a Constituição da Moldávia declarava que o nome da língua oficial do país era o "moldávio" - embora "moldávio" nada mais fosse que o nome da língua romena na República da Moldávia. Isso contradizia a própria declaração de independência do país, em que a mesma língua já era chamada de "romeno". Ademais, "romeno" sempre foi o termo usado nas escolas, meios de comunicação e até mesmo em áreas legislativas, como administração e direito. Assim, em 2013, a Corte Constitucional da Moldávia finalmente voltou atrás e decidiu que o romeno era língua oficial do país, interpretando que a carta de independência tinha precedência sobre a carta constitucional. Uma década depois, em março de 2023, o parlamento do país decidiu que o romeno deveria ser declarado como língua do país em todas instâncias oficiais, mais especificamente nos textos legislativos e na Constituição.
Em uso formal, os falares da Romênia e da Moldávia são virtualmente idênticos. Em uso informal, o linguajar nas áreas de Quixinau e Transnístria distinguem-se do de Iaşi, uma cidade romena que fez parte do histórico Principado da Moldávia; entretanto, as diferenças entre o linguajar entre Iaşi e a capital da Romênia, Bucareste, é ainda maior. Linguisticamente, o moldávio é considerado um dos cinco principais dialetos do romeno, sendo esses cinco escritos de forma idêntica.
Apesar disso, existem ainda mais diferenças entre as linguagens coloquiais da Moldávia e da Romênia, devido à grande influência da língua russa na Moldávia, que não existiu na Romênia. Após 1989, as diferenças no vernáculo estão se tornando cada vez menos perceptíveis.
Uma significante minoria fala russo como língua materna e existem muito mais eslavismos na linguagem coloquial moldávia do que na romena.

### Religião
Conforme o censo de 2004, os cristãos ortodoxos, que compõem 93,3% da população da Moldávia, não eram obrigados a declarar quais das duas principais igrejas pertenciam. A Igreja Ortodoxa da Moldávia e a Igreja Ortodoxa da Bessarábia, autônomas e subordinadas à Igreja Ortodoxa Russa e à Igreja Ortodoxa Romena, respectivamente, afirmam possuir o status de igreja nacional do Estado. Cerca de 1,9% da população é protestante, 0,9% pertencem a outras religiões, 1,0% é não religiosa, 0,4% é ateia e 2,2% não responderam a questão da religião no censo.

## Política
A Moldávia é uma república democrática representativa parlamentar, segundo a qual o Primeiro-Ministro é o chefe de governo, e de um sistema multipartidário. O poder executivo é exercido pelo governo. O poder legislativo é exercido tanto pelo governo como pelo parlamento. O poder judiciário é independente do executivo e do legislativo. A posição da república da Transnístria, as relações com a Roménia e a adesão à União Europeia dominam a agenda política.
O parlamento é composto por 101 membros, eleitos de quatro em quatro anos, bem como o Presidente da República.
De 1991 a 1994, o hino da Moldávia foi o Deșteaptă-te, Române!, que é o hino nacional da Romênia e foi substituído pelo atual, Limba noastră.

## Subdivisões

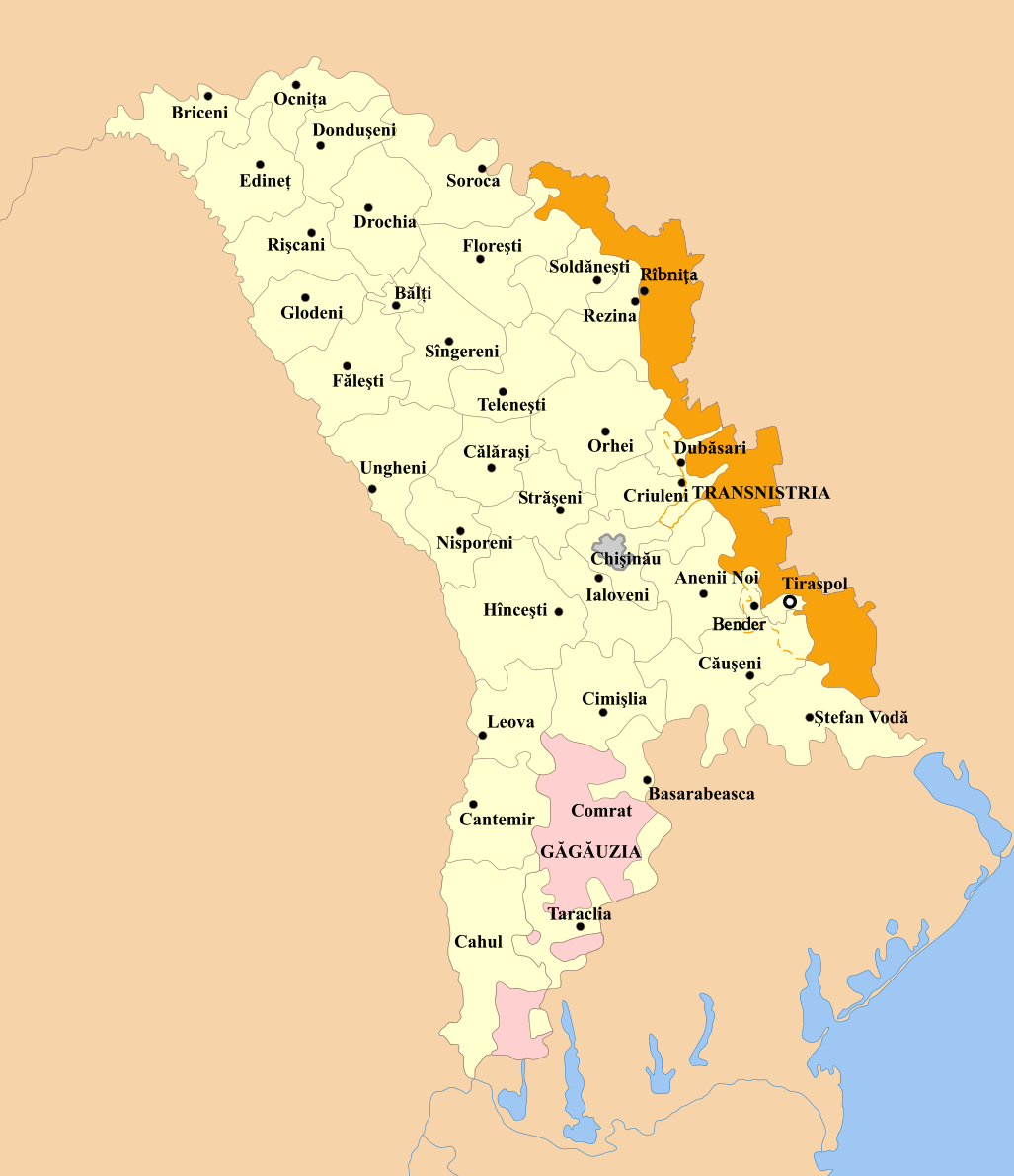
Divisões administrativas da Moldávia

A República da Moldávia é dividida administrativamente em 32 raioane (singular: raion; grosso modo, condados ou distritos), três municípios (municipiu) (Quixinau, Bălţi e Tighina) e duas regiões autônomas: a Gagaúzia e a Transnístria, esta última tendo declarado unilateralmente sua independência. As subdivisões são as seguintes:
- Anenii Noi
- Basarabeasca
- Briceni
- Cahul
- Cantemir
- Călăraşi
- Căuşeni
- Cimişlia
- Criuleni
- Donduşeni
- Drochia
- Dubăsari
- Edineţ
- Faleşti
- Floreşti
- Glodeni
- Hînceşti
- Ialoveni
- Leova
- Nisporeni
- Ocniţa
- Orhei
- Rezina
- Rîşcani
- Sîngerei
- Soroca
- Străşeni
- Şoldăneşti
- Ştefan Vodă
- Taraclia
- Teleneşti
- Ungheni

## Economia

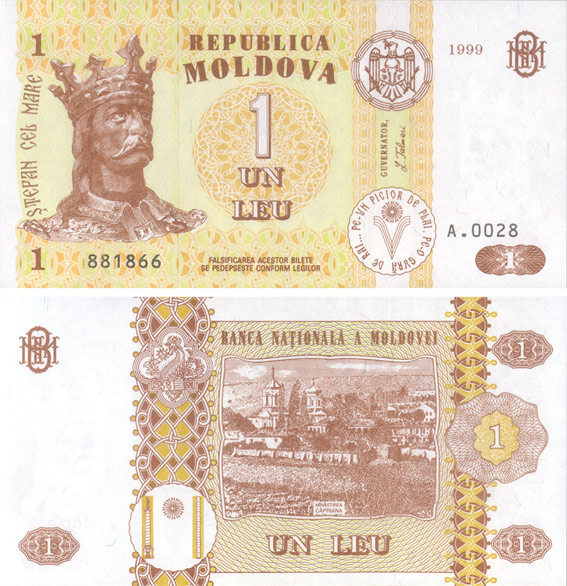
Notas de leu moldávio

A economia da Moldávia é, em grande parte, determinada pelas condições naturais. Tem um clima favorável e solos férteis, e a maior exportação é o vinho. O seu subsolo não é rico em minério. Desta forma, a economia está muito dependente da agricultura, produzindo frutas, produtos hortícolas, vinho e tabaco. Todas as necessidades energéticas relativas ao petróleo, carvão e gás natural são satisfeitas através da importação - da Rússia, principalmente.
O turismo é incipiente, e a maior atração turística são as minas de Cricova, cujo complexo subterrâneo de túneis alberga a maior adega do mundo, com mais de 120 km de armazéns de vinho.
Continua a ser o país mais pobre da Europa, tendo o pior IDH do continente (0,720 - 2007). Após a independência a economia foi muito perturbada pelos problemas com as regiões com aspirações independentistas, a Transnístria e a Gagaúzia. Embora a situação da Gagaúzia tenha sido resolvida pacificamente a separação de facto da região da Transnístria deixou fora do controlo do governo central a maioria das indústrias pesadas.
Atualmente, a Moldávia está entre os países menos desenvolvidos da Europa.

## Infraestrutura

### Transportes
- Trem
  - Ferrovias: 1 138 km
    - bitola larga: 1 124 km
    - bitola standard: 14 km
- Rodovias/estradas
  - estradas: 12 719 km
  - pavimentadas: 10 977 km
  - terra/chão: 1 742 km (2002)
- Indústria naval
  - total: Dois navios (1 000 GRT ou mais) 1 636 GRT/1 088 DWT
  - por tipo: 2 navios cargueiros (2005)
- Aeroportos
  - total: 23 (2004 est.)
  - Com pistas de decolagem pavimentadas: 6
  - Com pistas de decolagem sem pavimento: 17

### Energia
Com poucos recursos energéticos naturais, Moldávia importa quase todos os seus fornecimentos de energia da Rússia e da Ucrânia. A dependência da Moldávia da energia russa é sublinhada por uma dívida crescente US$ 5 bilhões para fornecedores russos de gás natural, especialmente o Gazprom, em grande parte, o resultado do consumo de gás natural na região separatista da Transnístria. Em agosto de 2013, iniciou-se um novo gasoduto entre a Moldávia e a Roménia, que pode, eventualmente, quebrar o monopólio da Rússia sobre o fornecimento de gás à Moldávia. A Moldávia é um país parceiro da INOGATE, um programa de energia que tem quatro tópicos principais: reforçar a segurança energética, convergência dos mercados dos Estados membros de energia com base no mercado interno da energia e nos princípios da União Europeia, apoiar o desenvolvimento da energia sustentável e atração de investimentos para projetos de energia de interesse comum e regional.

## Cultura

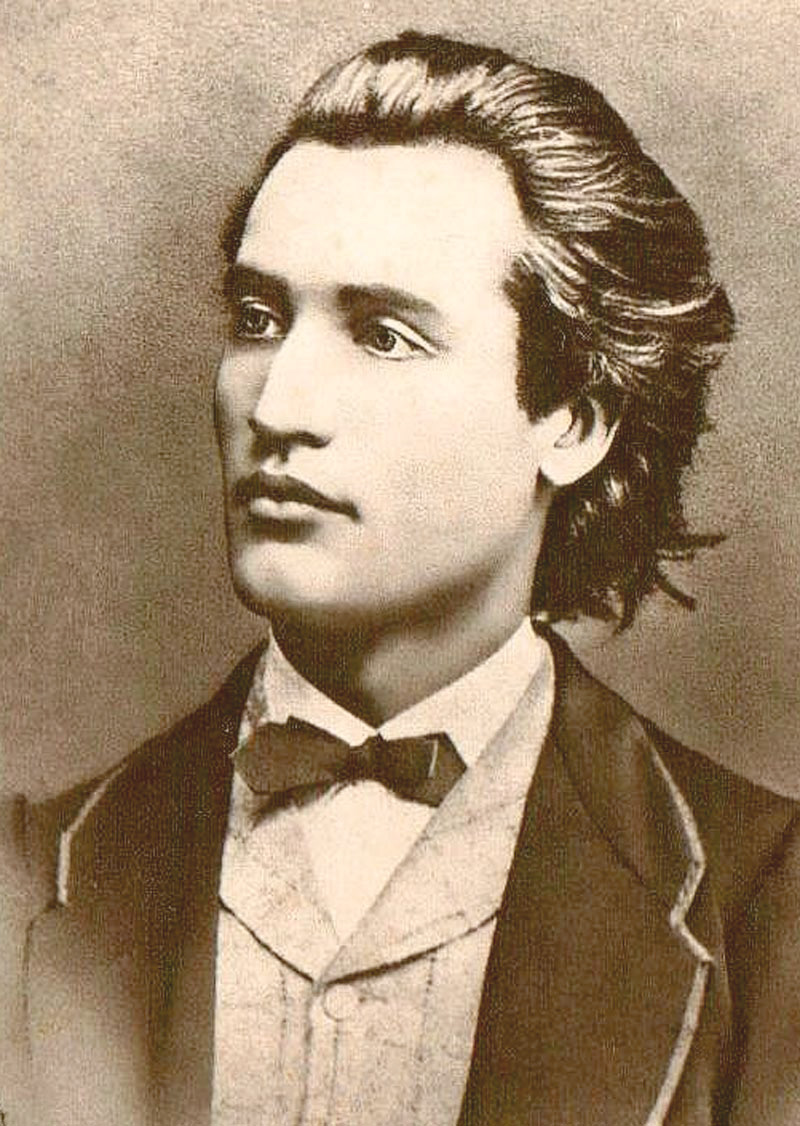
Mihai Eminescu, poeta nacional da Roménia, nascido na região histórica da Moldávia

Localizada geograficamente em um emaranhado de culturas eslavas e latina, a Moldávia enriqueceu sua cultura ao adotar e manter algumas das tradições de seus países vizinhos. O príncipe Dimitrie Cantemir foi uma das figuras mais importantes na cultura moldávia durante o século XVIII. Ele escreveu a primeira descrição geográfica, etnográfica e econômica desses país em seu trabalho Descriptio Moldaviae (Berlim, 1714). Mihai Eminescu foi um poeta romancista, provavelmente o mais conhecido e aclamado poeta da língua romena.

### Património Cultural

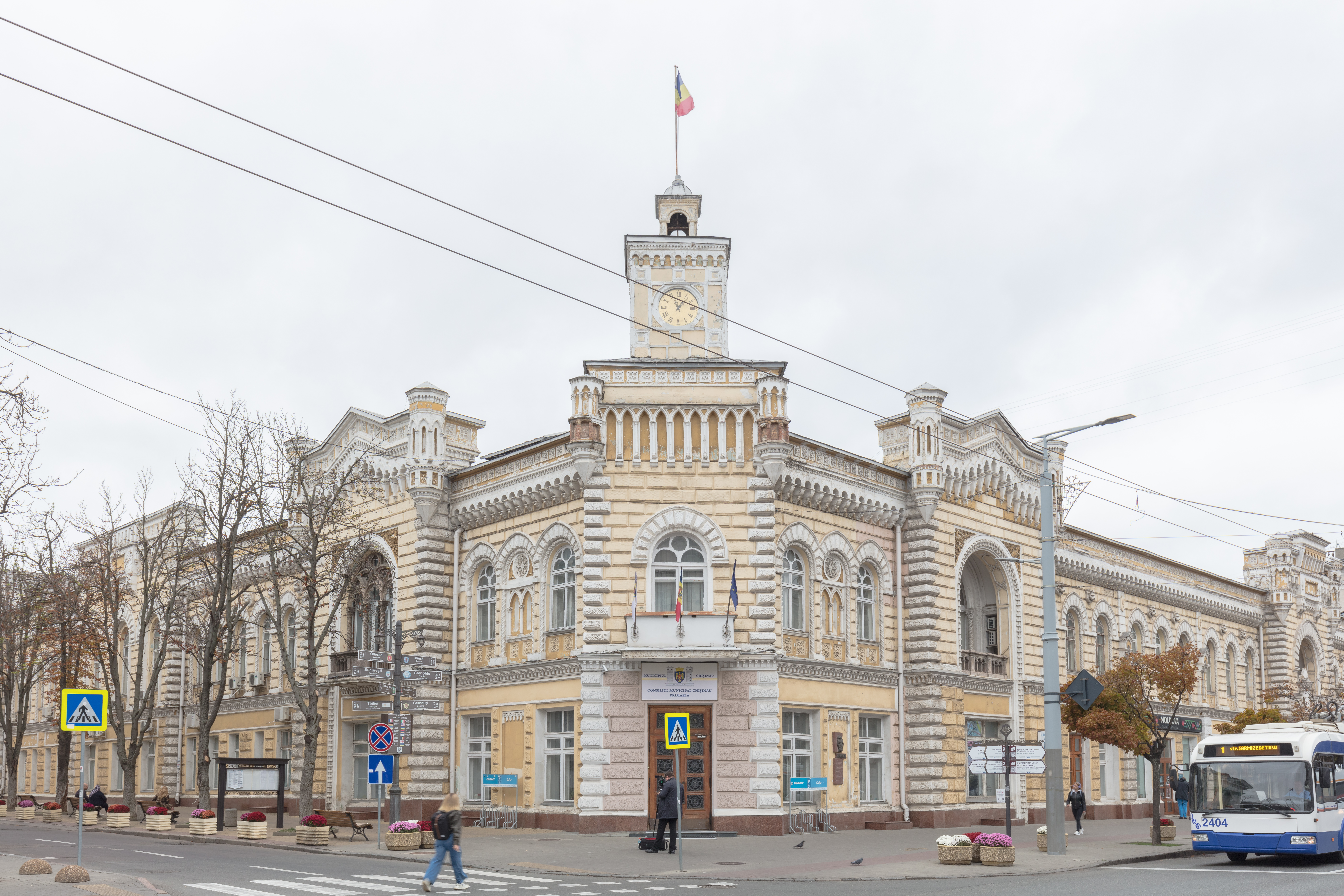
Prefeitura de Chisinau ou Gabinete do Prefeito

O património cultural da Moldávia representa um conjunto de valores e ativos culturais (materiais e espirituais, móveis e imóveis) de importância local, nacional e global, construídos ao longo da história: sítios arqueológicos, moradias, solares, castelos, fortalezas, mosteiros e igrejas, obras de arte monumentais, monumentos e instalações técnicas, conjuntos de edifícios - praças, ruas, bairros, vilas e centros urbanos ou áreas etnográficas com arquitetura tradicional. Atualmente, a atitude da sociedade em relação ao patrimônio cultural e natural e à diversidade das expressões culturais está sendo reconsiderada na república.